# Kansastega
Kansastega copei
Genre
Espèce
Synonymes
- † Protostega copei Wieland, 1909
- † Archelon copei (Wieland, 1909)

Kansastega copei est une espèce fossile de tortues marines, de la famille des Protostegidae, qui vivait au Crétacé supérieur, en Amérique du Nord.

## Historique et nomenclature
L'espèce est découverte dans le Kansas (Niobrara), et décrite en 1909 par Georges Reber Wieland, qui la baptise Protostega copei, en l'honneur du paléontologue américain Edward Drinker Cope.
Selon Rainer Zangerl, un grand nombre de reconstitutions de Protostega copei incluaient en réalité des ossements d'autres espèces. À partir de spécimens qu'il estime fiables, issus des collections des musées, ainsi que des nouveaux spécimens qu'il découvre lui-même, il redéfinit l'espèce. Constatant la présence d'une quille neurale double chez P. copei, comme chez le genre Archelon, et à la différence du genre Protostega, il propose de la placer au sein du genre Archelon, sous le nom d'Archelon copei.
Zangerl mentionne le fait que bien qu'A. copei soit étroitement apparentée aux espèces les plus modernes de Protostegidae, comme Archelon ou Protostega, il n'est pas évident de la placer dans un genre ou un autre.
En 1998, Hook crée spécifiquement pour l'espèce le nouveau genre Microstega, et lui confère son nom actuel, Microstega copei. En 2023, constatant que le nom Microstega avait déjà été utilisé par un genre de papillon, le taxon fut par conséquent renommé Kansastega.

## Description
Kansastega est un Protostegidae de taille modeste, comme l'indique son nom. Pourtant, elle partage de nombreuses similitudes avec les espèces les plus modernes de la famille, au niveau des membres et du crâne notamment, alors que ces espèces constituent généralement des formes géantes (Archelon ischyros et Protostega gigas sont les plus grandes espèces de tortues jamais découvertes à ce jour).

### Sources
- (en) Second Bibliographys And Catalog Oh The Fossil Vertebrata Of North America Vol. II